# Jeepster Commando
El Jeepster Commando va ser produït per primera vegada per Kaiser Motors el 1966 per competir amb el Toyota Land Cruiser i el Ford Bronco. Tres diferents models van ser disponibles en:  camioneta, convertible, i el familiar. La línia de Kaiser es va mantenir en producció fins a prop de 1969, quan  American Motors, va adquirir Kaiser el 1970. El Jeepster Commando C101 (distància entre eixos de 101) va ser creixent en popularitat. El 1972, AMC escurço el nom del vehicle a Commando C104 ampliat la distància entre eixos a 104 i va canviar el disseny de la trompa per acceptar el motor de sis cilindres en línia de AMC i el V8 304 (5L) similar a la Ford Bronco. La línia de productes, anteriorment un best-seller d'AMC, va caure ràpidament en popularitat, va ser tret de la producció en 1973 i va ser reemplaçat per la grandària complet del  Jeep Cherokee. El Jeepster és un avantpassat de la família de Jeep moderns produïts per  Chrysler.

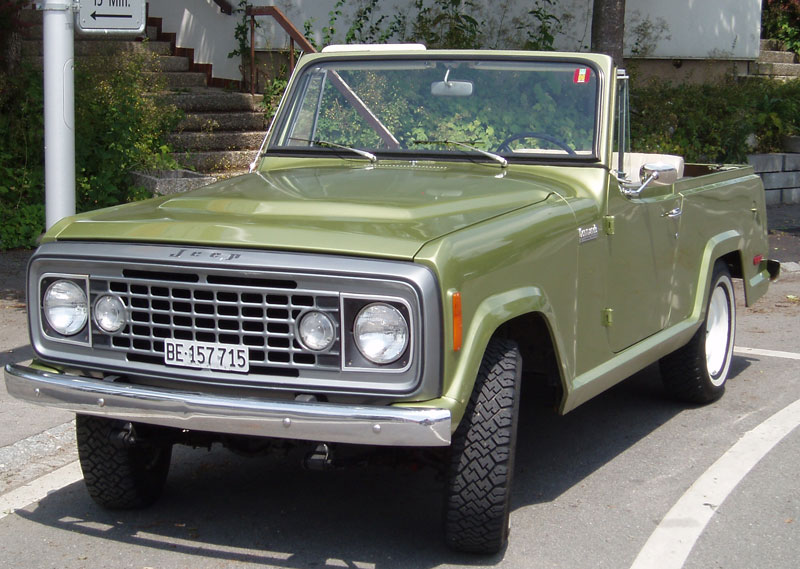
1972 Jeep Commando (C104).

## Antecedents a Espanya
A Espanya aquest model es va comercialitzar a través de VIASA (Vehicles Industrials i Agricolas Societat Anònima) empresa radicada a Saragossa i que va utilitzar les instal·lacions de CAF (Construccions Auxiliars Ferroviàries), fabricant de vagons de tren i locomotores per realitzar els primers acoblaments.
La data de comercialització va ser a partir de 1968, sent dues les versions de motor emprades, el Barreiros Diesel C-24 i el motor Hurricane gasolina F-134, de Jeep. Aquests primers vehicles arribaven a Espanya per acoblar amb lleus canvis respecte a la versió comercialitzada als EUA .. Els elements que s'incorporaven eren bàsicament el motor (Barreiros) i alguns elements com quadre de velocímetre i senyals de llums entre d'altres. Alguns exemplars dels inicials en estat de restauració els conserven socis del Club Jeep Comando d'Espanya, entitat sense ànim de lucre que aglutina un centenar de socis aficionats a aquest model de Jeep.

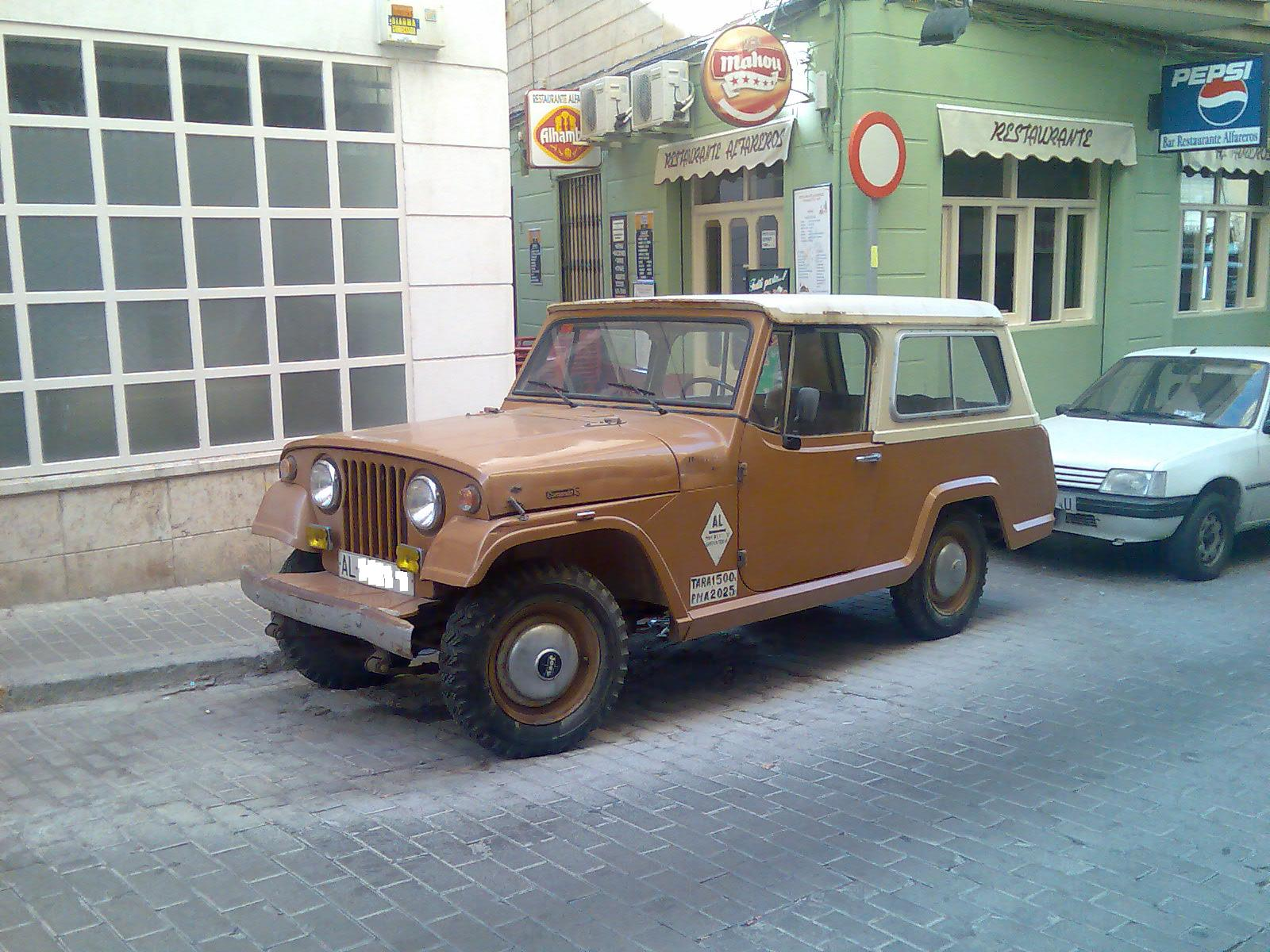
Jeep Ebre Comando, versió del Jeepster fabricat a Espanya.

Posteriorment a partir de 1973 es produeix un canvi en el motor, substituint al molt eficient Barreiros per un  Perkins 4-108, perdent a canvi potència i parell motor. No obstant això el més obsolet Hurricane segueix estant en opció. Al llarg dels dos o tres anys següents, es van acoblar alguns comanda amb el motor sis cilindres en V d'origen americà per la seva comercialització fora de les fronteres espanyoles, quedant-se aquí a Espanya comptats exemplars. En aquests anys s'amplia el catàleg d'opcions incloent les possibilitats d'adquirir el Jeepster Commando amb capota rígida, de lona o sense capota. Altres opcions eren la calefacció i l'encenedor.
A finals dels 70, s'amplia l'oferta de motors incorporant el ja mes potene motor Perkins 4-165 amb un significatiu augment de potència (dels escassos 58 CV del 4-108 als 72 del 4-165) però no així altres elements de confort i seguretat. Per exemple el sistema de frenada es mantenia per sabates i sense servofrè, no subministrant -ni com a opció el seu muntatge i el propietari córrer amb el cost de dur-lo a un taller especialitzat per procedir al seu muntatge.
 
Finalment l'any 1982 apareix un model més dins de la gamma que és el HDI, que principalment es distingia pel seu sostre més alt i la apetura de les portelles del darrere.